# ماگونیسم
ماگونیسم (به اسپانیایی: Magonismo‎) یک مکتب فکری آنارشیست، یا دقیق‌تر آنارکو-کمونیست است، که در انقلاب مکزیک در ۱۹۱۰ به کار گرفته شد. این نحله فکری عمدتاً بر پایه عقاید ریکاردو فلرس ماگون، و برادرانش انریکه و خسوس و دیگر همکاران مکزیکیش در روزنامه Regeneración (ارگان حزب لیبرال مکزیک) به وجود آمد.

## ماگونیسم و آنارشیسم

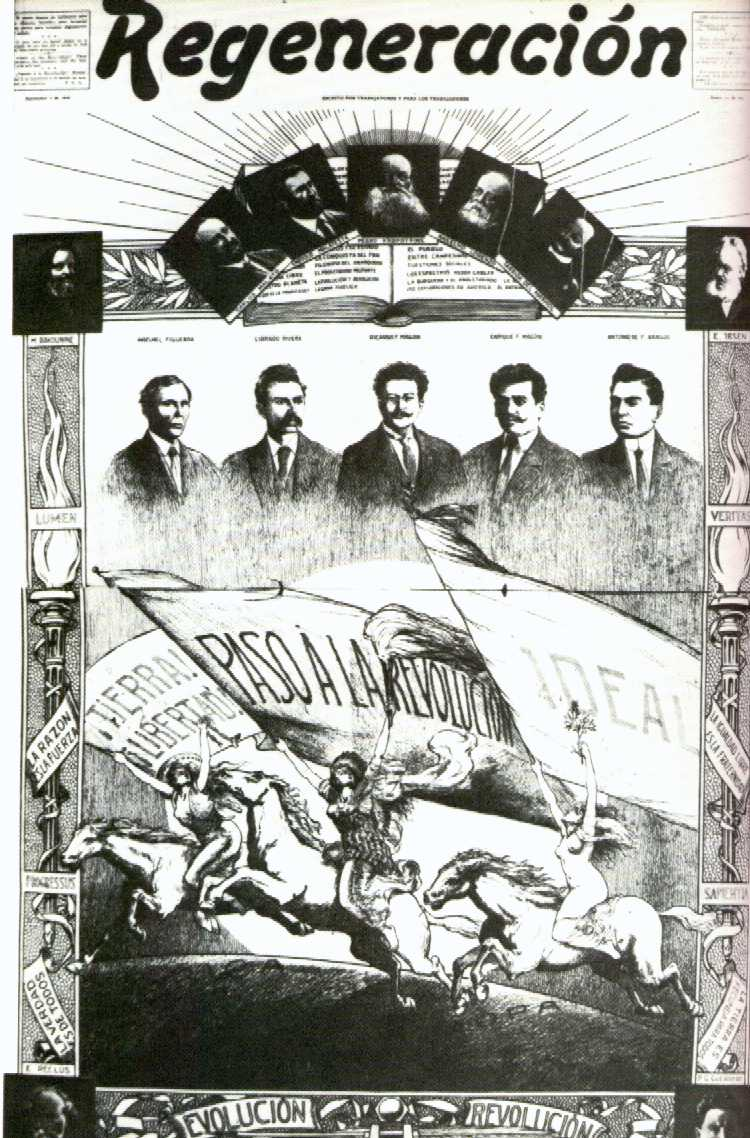
کاور روزنامه Regeneración، با پرتره‌های هیئت مدیره PLM و آنارشیست‌های اروپایی (۱۹۱۰)

دولت مکزیک و مطبوعات از اوایل قرن بیستم برای نامیدن مردم و گروه‌هایی که ایده‌های برادران فلرس ماگون برای سرنگونی دیکتاتوری پورفیریو دیاس را پیگیری می‌کردند و به دنبال یک انقلاب اقتصادی و سیاسی بودند، به نام ماگونیست‌ها اشاره کرده‌اند. مبارزه با استبداد که توسط فلورس ماگون تشویق شده بود، گفتمان رسمی صلح پورفیریان که خواهان توسل به زور برای جدایی طبقات اجتماعی در راستای پیشرفت و صلح بود، را نقض می‌کرد.
تفکر ماگونیست‌ها تحت تأثیر فیلسوفان آنارشیست مانند میخائیل باکونین و پیر ژوزف پرودون و دیگران مانند الیزه رکلو، چارلز مالاتو، اریکو مالاتستا، آنسلمو لورنزو، اما گلدمن، فرناندو تاریدا دل مارمول و ماکس اشتیرنر بود. آن‌ها همچنین تحت تأثیر آثار مارکس، گورکی و ایبسن قرار گرفته بودند. با این حال، تأثیرگذارترین آثار برای این جمع کتاب‌های پیتر کروپوتکین بود تسخیر نان و کمک متقابل: عاملی برای تکامل، در عین حال تحت‌تأثیر سنت لیبرال مکزیک در قرن نوزدهم و سیستم خودگردانی بومیان سرخ‌پوست هم بودند.

## ماگونیسم و جنبش بومیان آمریکا

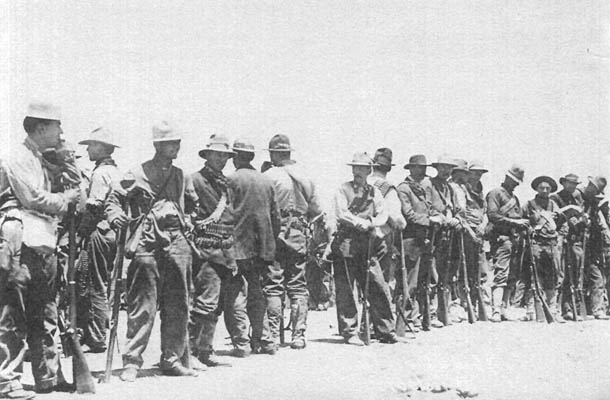
ماگونیست‌ها در تیخوانا در سال ۱۹۱۱

مردم بومی قاره آمریکا، از زمان تسخیر مکزیک توسط اسپانیا، برای حفظ روش دموکراسی مستقیم، تصمیم‌گیری در مجلس، چرخش مدیریت، دفاع از مالکیت مشاع، کمک متقابل در بهره‌برداری از جامعه و استفاده منطقی از منابع طبیعی، اصول آنارشیست مطرح شده توسط ماگونیسم را رعایت کرده‌اند.